# Charax gibbosus
Charax gibbosus är en fiskart som först beskrevs av Carl von Linné 1758.  Charax gibbosus ingår i släktet Charax och familjen Characidae. Inga underarter finns listade i Catalogue of Life.